# Sclerolinum sibogae
Sclerolinum sibogae — вид багатощетинкових кільчастих червів родини Погонофори (Siboglinidae). Абісальний вид, що поширений в Індійському океані. Описаний І. Саусвордом у 1961 році за матеріалами, зібраними ще голландською експедицією на судні «Зібога» в морях Малайського архіпелагу.